# Logoteràpia
La logoteràpia és un tipus de psicoteràpia centrada a fer que el pacient arribi a conèixer el sentit de la seva existència per tractar malalties i aconseguir que el pacient tingui un estat de salut millor del que tenia abans. Va ser creada pel psiquiatre i neuròleg vienès Víktor Frankl (1905-1997).
És considerada la "tercera escola vienesa de psicoteràpia", juntament amb la psicoanàlisi de Sigmund Freud i la psicologia individual d'Alfred Adler.
La logoteràpia aporta una visió de l'ésser humà com un ésser orientat, en essència, cap als valors i el sentit.
El terapeuta anima el pacient a explicar la seva vivència (usant a vegades tècniques de la psicoanàlisi) i l'ajuda a trobar-hi un significat perquè no esdevingui un trauma. El pressupòsit bàsic és que la persona no pot evitar l'experiència negativa però sí que és lliure per trobar un sentit a la seva vida i aquesta voluntat de cerca fa que es pugui superar el dolor.
Els 7 principis claus que defineixen la manera de veure la ment de la logoteràpia són:
- L'home sempre és lliure per canviar la seva actitud davant la vida i s'ha d'acostumar a exercitar aquesta llibertat.
- La persona es mou per una ànsia de sentit, buscant el significat de la pròpia existència.
- Cal parar atenció als petits moments de plenitud.
- S'han d'evitar les actituds negatives que atempten contra el propi jo malgrat el patiment de la vida.
- És útil distanciar-se d'un mateix per veure el significat d'accions i sentiments (aquí és clau la intervenció del terapeuta).
- S'ha de fomentar el sentiment de transcendència (no necessàriament religiosa).
- Es pot variar el focus d'atenció en un problema per veure'l des d'un altre angle.